# Thomas Wahlström

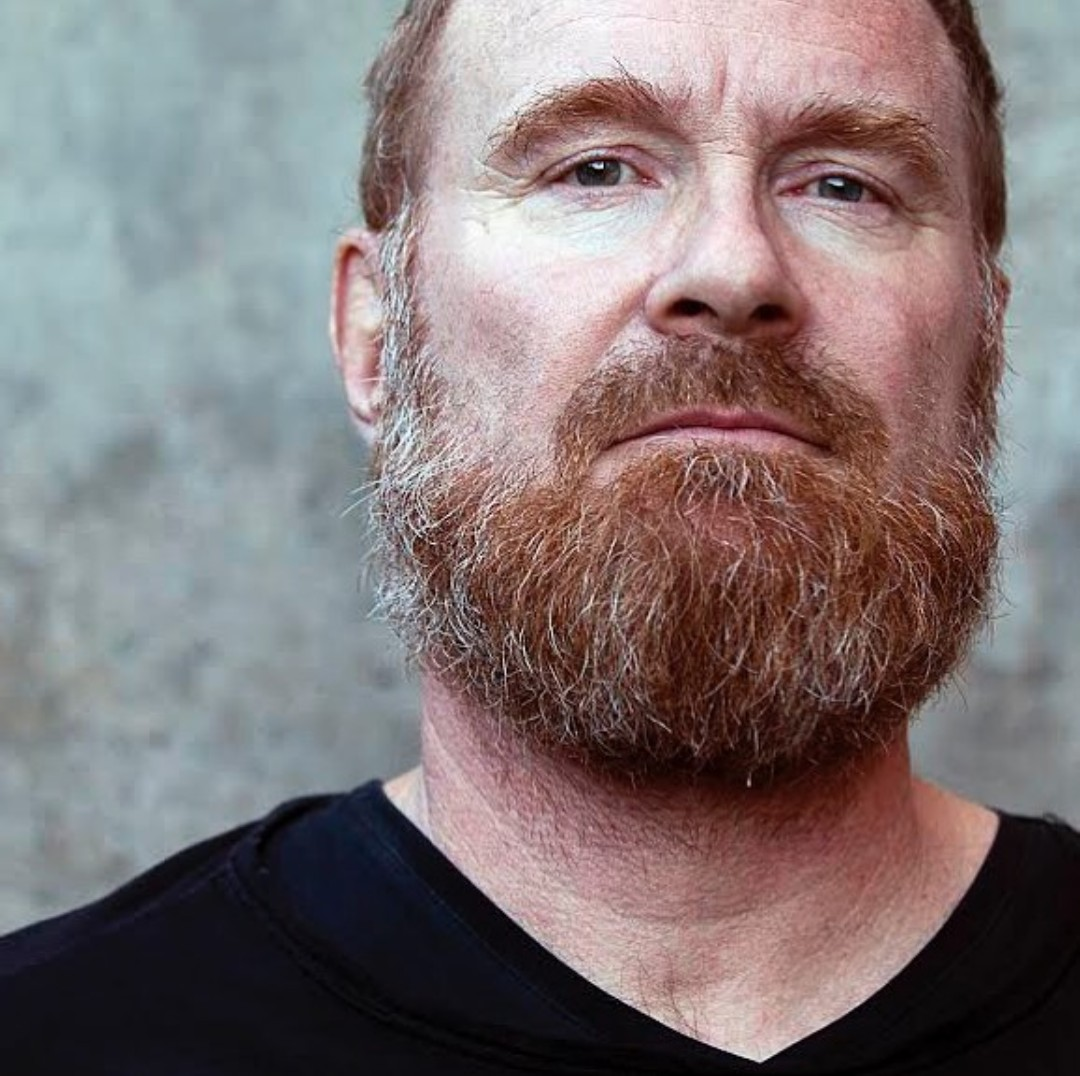
Thomas Wahlström inför utställning på Galleri Lorentzon i Stockholm 2021.

Bo Thomas Wahlström född 26 november 1964 är en svensk författare, översättare, konstnär och musiker. 
Thomas Wahlström har gett ut två romaner och elva diktsamlingar. Senaste diktsamlingen Slarvigt upphängda horisonter utkom 2022 (Piudix). Tillsammans med Jonas Ellerström har Wahlström översatt diktsamlingarna Natten av Patti Smith och Tom Verlaine (Piudix 2020), Amerikaner i rörelse av Laurie Anderson (Piudix 2020) samt Ni sjunger mina sånger av Lou Reed (Piudix 2021).
Wahlström är också konstnär och har ställt ut på gallerier och konstmuseer i Sverige, Europa och USA sedan debuten 1993. Han finns representerad på Eskilstuna konstmuseum och Borås konstmuseum samt i flera kommuner och landsting.
Wahlström har släppt nio album med sina band Aggressive Soccer Moms, Bleak Outlook  och Bleak Outlook DC på Undefined Sounds/Pipaluckbolaget.

## Antologier och övrig medverkan
- 1993 33 röster från Eskilstuna (Legus förlag)
- 1996 Blommor slår ut glömska av döden (Nekropress)
- 1996 Hur gamla är barnen (Fridhems folkhögskola)
- 1998 Goodbye Sweden (Absens förlag)
- 2014 Vänbok till Carl Braunerhielm (Legraf)
- 2015 Björn Fröberg: En plats så förunderligt grön och levande (Efterord, Kobolt Media)
- 2016 Charles Bukowski: Kärlek är en hund från helvetet (Efterord, Lindelöws förlag)[8]
- 2020 Hur luktar det på Volvo? (ABF)

## Översättningar
- 2020 Patti Smith och Tom Verlaine: Natten (Piudix) ISBN 978-91-978423-6-5
- 2020 Laurie Anderson: Amerikaner i rörelse (Piudix) ISBN 978-91-978423-7-2
- 2021 Lou Reed: Ni sjunger mina sånger (Piudix) ISBN 978-91-978423-8-9

## Diskografi
Album (samtliga utgivna på skivbolaget Undefined Sounds/Pipaluckbolaget)  
- 2017 Bleak Outlook: Beggars Can´t Be Choosers
- 2019 Bleak Outlook DC: Kontrapunk
- 2019 Aggressive Soccer Moms: Groucho No.5
- 2020 Aggressive Soccer Moms: Five Laps
- 2020 Aggressive Soccer Moms: The Fifth Revelation
- 2021 Aggressive Soccer Moms: The Lost Album, The Fifth Revelation Pt 2
- 2022 Aggressive Soccer Moms: Deviation
- 2022 Aggressive Soccer Moms: All You Need
- 2023 Aggressive Soccer Moms: Quint (utkommer mars 2023) [10]